# 立誠舎

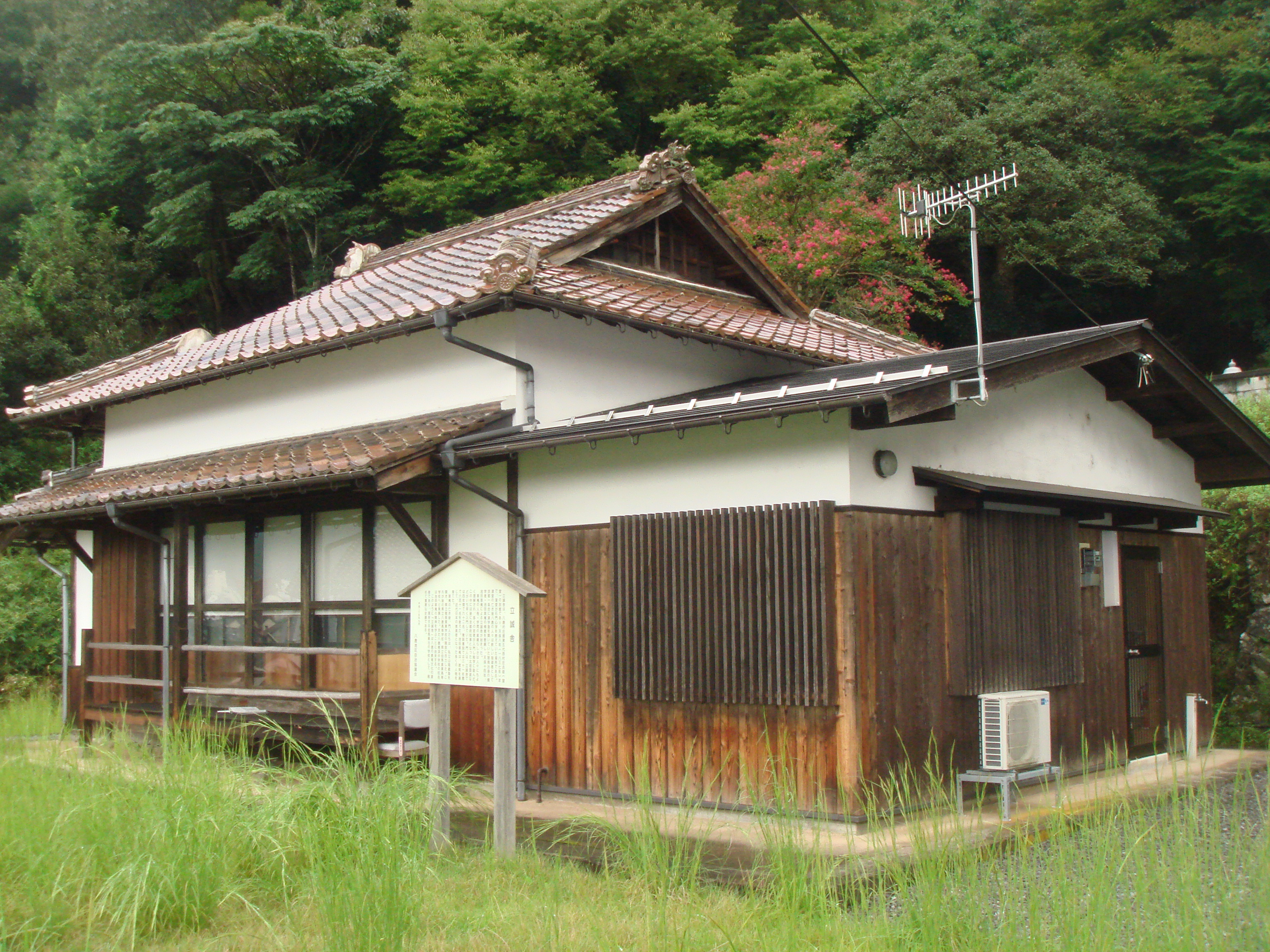
立誠舎

立誠舎（りっせいしゃ）は、江戸時代末期に、但馬国八鹿村（現・兵庫県養父市八鹿町八鹿610）にあった私塾。八鹿村の庄屋第五代西村庄兵衛(潜堂)の別館であり、潜堂が石門心学を教えていた場所である。2010年11月に復元され、現存する但馬最古の学校である。

## 概要
画を岡本豊彦、田中日華に学び、心学を太田垣猶川に学んだ西村潜堂が講義をしていたとされる。生前、八鹿村近くの宿南村出身で京都で漢学塾を開いていた池田草庵が故郷に帰省する度に、立誠舎で漢学塾を開くように勧めていたが、生前は願いかなわず、潜堂は天保8年（1837年）に没した。没後、潜堂の妻であった幾世が何度も帰国を願ったことにより、池田草庵が天保14年（1843年）5月に漢学塾「立誠舎」を始めた。
建物は八鹿の町並みが見える小高い台地に位置し、平屋建てで、建物の側面に玄関があり、6畳と3畳が各2部屋からなる建物である。立誠舎の東側に、二階建ての張錦楼という建物を建設し、草庵や塾生の生活の場として、また時習寮として使用された。
弘化4年（1847年）頃になると入門者が急増し、立誠舎が手狭になってきたため、6月に青谿書院を建設して移転する。4年間で62名が入門したとされる。
幕末になると平野国臣、北垣国道、原六郎などが密談の場所として度々使用し、生野義挙の画策を行ったとされる。

## 復元
昭和30年（1955年）4月、西村家より米田氏へ売却。米田氏が重要な史跡であるとして、平成21年（2009年）に土地建物一式を八鹿地区自治協議会準備会に寄贈した。自治協議会準備会は地域の学習と交流の拠点とするため、総事業費約2000万円の大半を県の補助金で賄い、平成22年（2010年）11月28日に竣工式、開所式を挙行した。屋根の瓦は、明治から大正時代に作られた八鹿焼きの瓦を再利用した。